# Леопольдіна Баденська
Леопольдіна Баденська (нім. Leopoldine von Baden), повне ім'я Леопольдіна Вільгельміна Амалія Пауліна Баденська (нім. Leopoldine Wilhelmine Amalie Pauline Maximiliane Prinzessin von Baden), 22 лютого 1837 — 23 грудня 1903) — баденська принцеса з роду Церінгенів, донька принца Вільгельма Баденського та вюртемберзької принцеси Єлизавети Александріни, дружина князя Германа Гогенлое-Лангенбурзького.

## Біографія
Леопольдіна народилась 22 лютого 1837 року у Карлсруе, столиці Великого герцогства Баденського. Вона була молодшою з чотирьох доньок принца Баденського Вільгельма та його дружини Єлизавети Александріни Вюртемберзької. Дівчинка мала старших сестер Софію та Єлизавету. Найстарша, Генрієтта, померла ще до її народження.
Країною в цей час правив її рідний дядько Леопольд.
У 25 років Леопольдіна одружилася із 30-річним князем Гогенлое-Лангенбурзьким Германом. Весілля відбулося 24 вересня 1862 року у Карлсруе. У подружжя народилося троє дітей. 1871 року Леопольдіна була нагороджена новоствореним вюртемберзьким орденом Ольги. 
1894 року вийшла заміж молодша донька Феодора. Тоді ж Германа було призначено на посаду губернатора Ельзас-Лотарингії, на якій він змінив Хлодвіга Гогенлое, що став рейхсканцлером Німецької імперії. Резиденцією пари був Страсбург, де Леопольдіна виконувала, переважно, представницькі функції. Вона також була засновницею «Клуба Леопольдіни» («Leopoldinen-Verein»).
Померла княгиня у Страсбурзі 23 грудня 1903 після тривалої хвороби. Поховали її на родинному цвинтарі Лангенбургу. Герман наступного року замовив створення мавзолею на її честь. Будівлю спроектував берлінський архітектор Август Боде у 1904—1909 роках на території колишнього палацового саду на дорозі до Міхельбаху. Виконувала роль каплиці.
Герман обіймав посаду ще чотири роки, після чого повернувся до Лангенбургу. Він  пішов з життя 1913 року, передавши правління єдиному синові.

## Родина

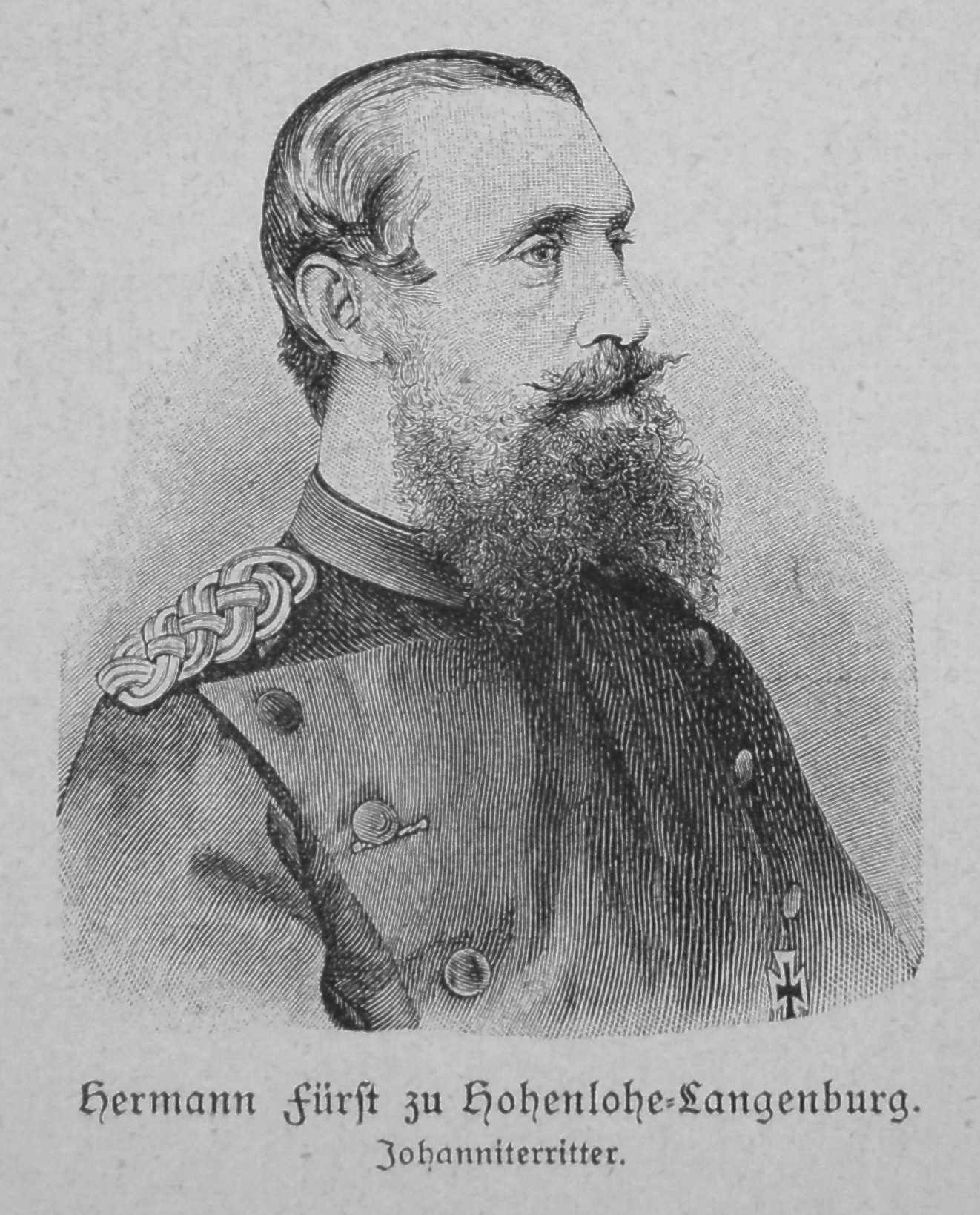
Герман Гогенлое-Лангенбурзький

Чоловік — Герман (князь Гогенлое-Лангенбурзький)
Діти:
- Ернст (1863—1950) — наступний князь Гогенлое-Лангенбургу в 1913—1919 роках, титулярний правитель — у 1919—1950, був одружений з Александрою Саксен-Кобург-Готською, мав п'ятеро дітей;
- Еліза (1864—1929) — дружина князя Генріха XXVII Ройсс-Герського, мала п'ятеро дітей;
- Феодора (1866—1932) — дружина 5-го князя Лейнінгенського Еміха, мала п'ятеро дітей.